# Seriatopora caliendrum
Espèce
Statut CITES
Seriatopora caliendrum est une espèce de coraux appartenant à la famille des Pocilloporidae.